# دانيلا هانتشوفا

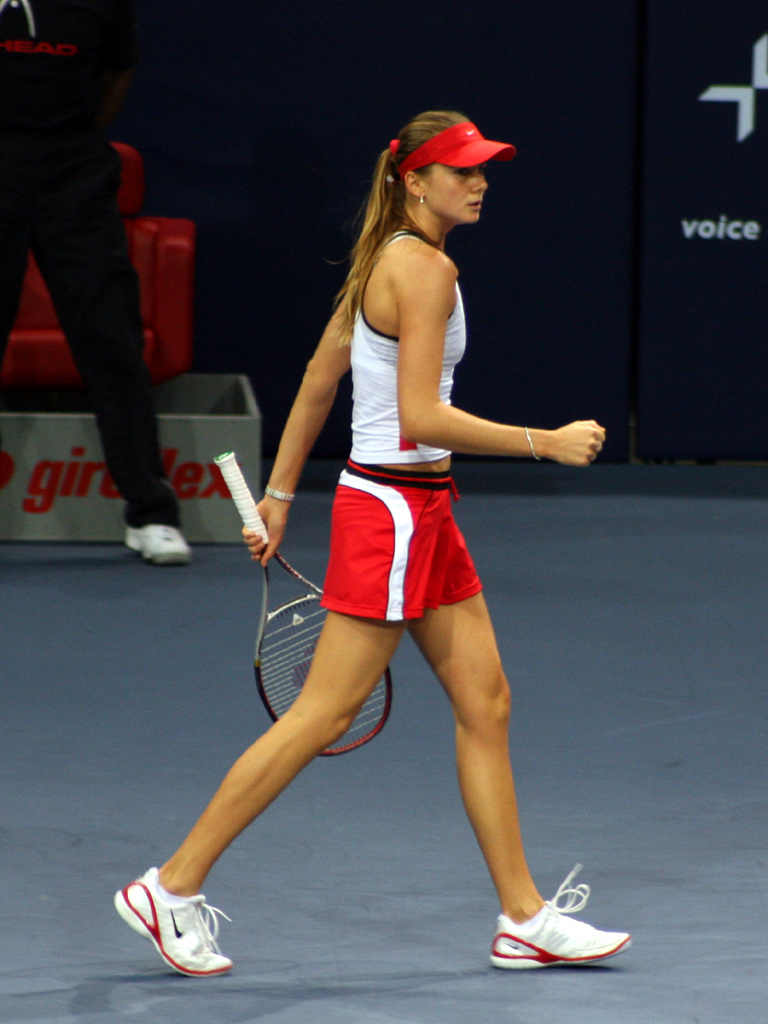
دانيلا هانتشوفا

دانيلا هانتشوفا (ولدت 23 أبريل، 1983 في سلوفاكيا) وهي لاعبة تنس سلوفاكية محترفة.
و هي تعمل الآن مع عدد من المدربين الذين تخرجوا من أكاديمية سانشيز كاسال. ووصلت إلى الترتيب رقم 13 على العالم في 4 اغسطس، 2008.

## روابط خارجية
- دانيلا هانتشوفا على موقع رابطة محترفات التنس (الإنجليزية)
- دانيلا هانتشوفا على موقع الاتحاد الدولي لكرة المضرب (الإنجليزية)
- دانيلا هانتشوفا على موقع كأس بيلي جين كينغ (الإنجليزية)
- دانيلا هانتشوفا على موقع خلاصة التنس.كوم (الإنجليزية)
- دانيلا هانتشوفا على موقع اللجنة الأولمبية الدولية (الإنجليزية)
- دانيلا هانتشوفا على موقع أوليمبيديا (الإنجليزية)
- دانيلا هانتشوفا على موقع اللجنة الأولمبية السلوفاكية (السلوفاكية)